# Musée de Yalvaç

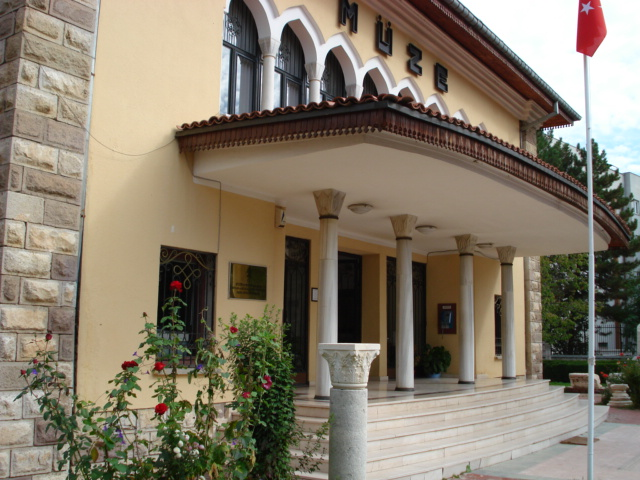
Musée de Yalvaç en 2007

Le musée Yalvaç, le musée de la ville de Yalvaç a été construit de 1963 à 1966.
Les fouilles archéologiques de la ville antique d'Antioche de Pisidie ont posé dès l'origine la question de la conservation et la mise en valeur des objets archéologiques découverts. 
Les artefacts mis au jour lors des fouilles effectuées par les Américains (1920-1924) ont d'abord été entreposés dans un bâtiment du lycée de Yalvaç. Tout d'abord, un entrepôt a été construit en 1947 puis le musée de 1963 à 1966.
À la suite de la reprise des fouilles depuis 1980, de nouveaux aménagements ont commencé en 1998 et le musée, qui a été entièrement rénové, a été inauguré le 16 juillet 2000.